# 33 Sextantis
33 Sextantis är en gul underjätte i Sextantens stjärnbild.
33 Sextantis har visuell magnitud +6,25 och är knappt synlig förblotta ögat vid mycket god seeing. Den befinner sig på ett avstånd av ungefär 120 ljusår.